# Felgar e Souto da Velha
Felgar e Souto da Velha (llamada oficialmente União das Freguesias de Felgar e Souto da Velha) es una freguesia portuguesa del municipio de Torre de Moncorvo, distrito de Braganza.

## Historia
Fue creada el 28 de enero de 2013 en aplicación de una resolución de la Asamblea de la República de Portugal promulgada el 16 de enero de 2013 con la unión de las freguesias de Felgar y Souto da Velha, pasando su sede a estar situada en la antigua freguesia de Felgar.

## Demografía
| Gráfica de evolución demográfica de Felgar e Souto da Velha entre 2011 y 2021 |
|                                                                               |
| Datos según el nomenclátor publicado por el INE portugués.                    |